# Buxy
Buxy és un municipi francès, situat al departament de Saona i Loira i a la regió de Borgonya - Franc Comtat. L'any 2007 tenia 2.160 habitants.

## Demografia

### Població
El 2007 la població de fet de Buxy era de 2.160 persones. Hi havia 907 famílies, de les quals 296 eren unipersonals (97 homes vivint sols i 199 dones vivint soles), 269 parelles sense fills, 258 parelles amb fills i 84 famílies monoparentals amb fills.
La població ha evolucionat segons el següent gràfic:
Habitants censats

### Habitatges
El 2007 hi havia 1.037 habitatges, 914 eren l'habitatge principal de la família, 64 eren segones residències i 59 estaven desocupats. 776 eren cases i 262 eren apartaments. Dels 914 habitatges principals, 539 estaven ocupats pels seus propietaris, 351 estaven llogats i ocupats pels llogaters i 24 estaven cedits a títol gratuït; 18 tenien una cambra, 99 en tenien dues, 175 en tenien tres, 244 en tenien quatre i 378 en tenien cinc o més. 599 habitatges disposaven pel capbaix d'una plaça de pàrquing. A 425 habitatges hi havia un automòbil i a 331 n'hi havia dos o més.

### Piràmide de població
La piràmide de població per edats i sexe el 2009 era:
| Homes | Edats   | Dones |
| ----- | ------- | ----- |
| 0     | 95 o +  | 4     |
| 8     | 90 a 94 | 16    |
| 16    | 85 a 89 | 40    |
| 16    | 80 a 84 | 24    |
| 48    | 75 a 79 | 48    |
| 44    | 70 a 74 | 60    |
| 44    | 65 a 69 | 64    |
| 56    | 60 a 64 | 44    |
| 44    | 55 a 59 | 40    |
| 92    | 50 a 54 | 56    |
| 68    | 45 a 49 | 100   |
| 76    | 40 a 44 | 80    |
| 92    | 35 a 39 | 92    |
| 72    | 30 a 34 | 36    |
| 60    | 25 a 29 | 64    |
| 36    | 20 a 24 | 76    |
| 52    | 15 a 19 | 72    |
| 64    | 10 a 14 | 76    |
| 56    | 5 a 9   | 68    |
| 44    | 0 a 4   | 44    |

## Economia
El 2007 la població en edat de treballar era de 1.346 persones, 957 eren actives i 389 eren inactives. De les 957 persones actives 868 estaven ocupades (461 homes i 407 dones) i 89 estaven aturades (39 homes i 50 dones). De les 389 persones inactives 113 estaven jubilades, 133 estaven estudiant i 143 estaven classificades com a «altres inactius».

### Ingressos
El 2009 a Buxy hi havia 911 unitats fiscals que integraven 2.087,5 persones, la mediana anual d'ingressos fiscals per persona era de 18.623 €.

### Activitats econòmiques
Dels 137 establiments que hi havia el 2007, 2 eren d'empreses extractives, 4 d'empreses alimentàries, 8 d'empreses de fabricació d'altres productes industrials, 20 d'empreses de construcció, 30 d'empreses de comerç i reparació d'automòbils, 3 d'empreses de transport, 10 d'empreses d'hostatgeria i restauració, 1 d'una empresa d'informació i comunicació, 6 d'empreses financeres, 7 d'empreses immobiliàries, 21 d'empreses de serveis, 16 d'entitats de l'administració pública i 9 d'empreses classificades com a «altres activitats de serveis».
Dels 48 establiments de servei als particulars que hi havia el 2009, 1 era una oficina d'administració d'Hisenda pública, 1 gendarmeria, 1 oficina de correu, 3 oficines bancàries, 1 funerària, 2 tallers de reparació d'automòbils i de material agrícola, 1 taller d'inspecció tècnica de vehicles, 1 autoescola, 4 paletes, 5 guixaires pintors, 3 fusteries, 3 lampisteries, 3 electricistes, 4 perruqueries, 1 veterinari, 9 restaurants, 4 agències immobiliàries i 1 tintoreria.
Dels 16 establiments comercials que hi havia el 2009, 1 era un hipermercat, 1 un supermercat, 1 una gran superfície de material de bricolatge, 1 una botiga de més de 120 m², 2 fleques, 1 una fleca, 2 botigues de roba, 1 una botiga de roba, 1 una sabateria, 1 una botiga de material esportiu, 1 una botiga de material de revestiment de parets i terra, 1 un drogueria i 2 floristeries.
L'any 2000 a Buxy hi havia 22 explotacions agrícoles que ocupaven un total de 784 hectàrees.

## Equipaments sanitaris i escolars
El 2009 hi havia 1 psiquiàtric i 2 farmàcies.
El 2009 hi havia 1 escola maternal i 2 escoles elementals. Buxy disposava d'un col·legi d'educació secundària amb 355 alumnes.

## Poblacions més properes
El següent diagrama mostra les poblacions més properes.